# La mer (canción)
«La mer» es una canción original del compositor francés Charles Trenet (1913-2001), la más famosa de sus composiciones, grabada en 1946 y con más de 400 versiones.

## La canción en bandas sonoras de películas
La mer ha sido banda sonora de varias películas, entre otras: 
- En Beso francés –en España conservó el título original French Kiss–, interpretada por Kevin Kline.
- En la banda sonora de la película L.A. Story (en España Tres mujeres para un caradura) en la que actúa Steve Martin, interpretada por Django Reinhardt y The Quintette of the Hot Club of France con Stéphane Grappelli.
- En la película Las vacaciones de Mr. Bean es la célebre canción del final.
- El inicio y final de Le Scaphandre et le Papillon son acompañados por esta canción.
- Fue el tema de los créditos de cierre de Buscando a Nemo (Finding Nemo) en la versión inglesa de Robbie Williams.
- Al final del episodio de los Simpson La niña y la ballena.[2]
- En la película El topo, versión cinematográfica de la novela de John le Carré Tinker Tailor Soldier Spy (El topo en España, Argentina y Uruguay; El espía que sabía demasiado en México), una producción británica dirigida por Tomas Alfredson, tema final de cierre del largometraje interpretada por Julio Iglesias, en una versión grabada en 1976.
- En la serie "LOST" en el capítulo 12 de la primera temporada, una chica empieza a cantar la canción.